# Arquidiócesis de Olinda y Recife
La arquidiócesis de Olinda y Recife (en latín: Archidioecesis Olinden(sis) et Recifen(sis) y en portugués: Arquidiocese de Olinda e Recife) es una circunscripción eclesiástica latina de la Iglesia católica en Brasil, sede metropolitana de la provincia eclesiástica de Olinda y Recife. La arquidiócesis tiene al arzobispo Antônio Fernando Saburido, S.D.B. como su ordinario desde el 1 de julio de 2009. 

## Territorio y organización

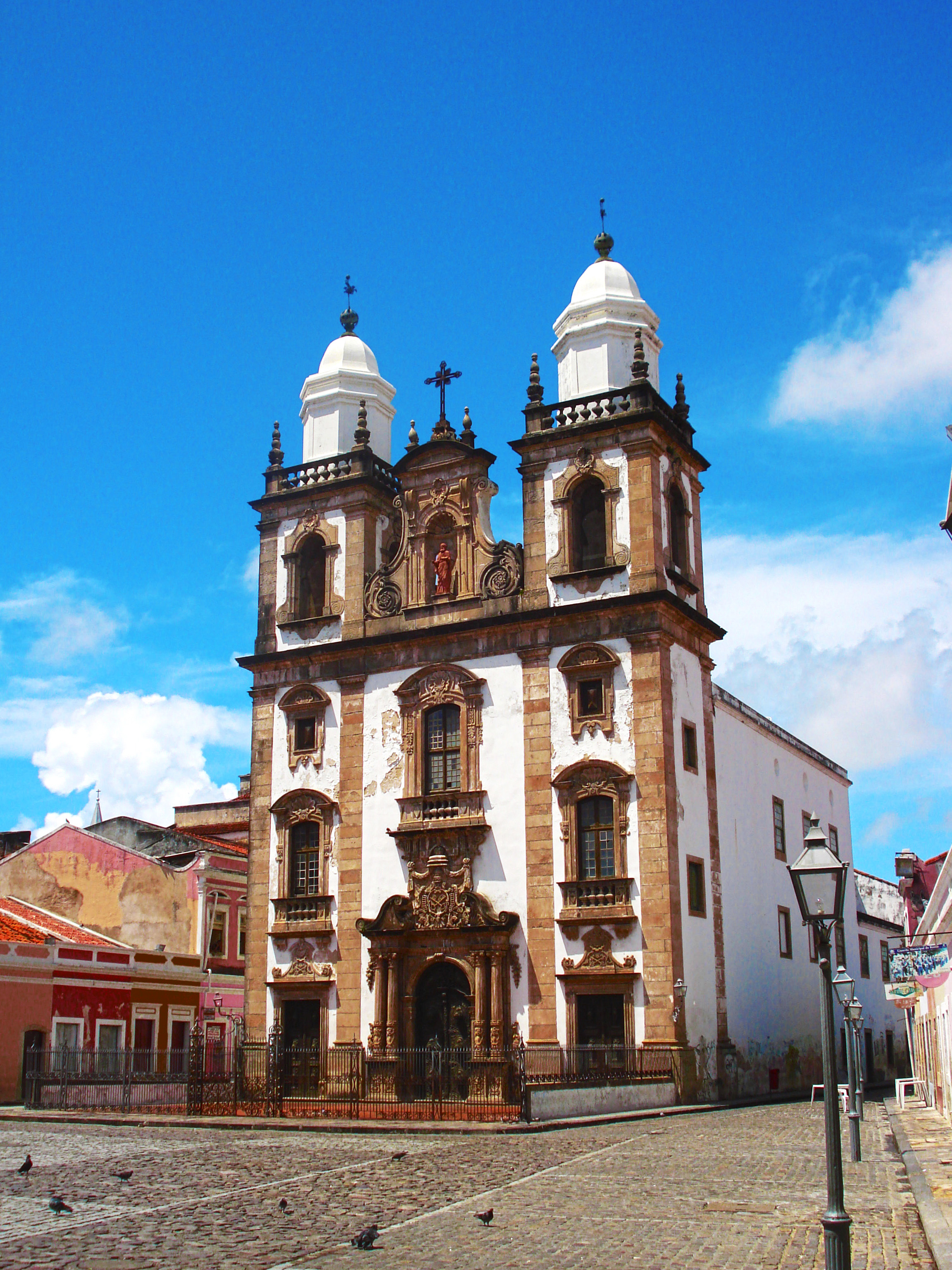
Concatedral de San Pedro de los Clérigos

La arquidiócesis tiene 4058 km² y extiende su jurisdicción sobre los fieles católicos de rito latino residentes en 19 municipios del estado de Pernambuco: Olinda, Recife, Abreu e Lima, Amaraji, Araçoiaba, Cabo de Santo Agostinho, Camaragibe, Escada, Igarassu, Ipojuca, Itamaracá, Itapissuma, Jaboatão dos Guararapes, Moreno (Pernambuco), Paulista (Pernambuco), Pombos, Primavera, São Lourenço da Mata y Vitória de Santo Antão.
La sede de la arquidiócesis se encuentra en la ciudad de Recife, en donde se halla la Concatedral de San Pedro de los Clérigos. La Catedral del Santo Salvador del Mundo se encuentra en Olinda. En el territorio se hallan 5 basílicas menores: la basílica abacial del monasterio de San Benito en Olinda, las basílicas de Nuestra Señora de la Merced, de Nuestra Señora de Penha y del Sagrado Corazón de Jesús en Recife, y la basílica de Nuestra Señora Auxiliadora en Jaboatão dos Guararapes.
En 2019 en la arquidiócesis existían 137 parroquias.
La arquidiócesis tiene como sufragáneas a las diócesis de: Afogados da Ingazeira, Caruaru, Floresta, Garanhuns, Nazaré, Palmares, Pesqueira, Petrolina y Salgueiro.

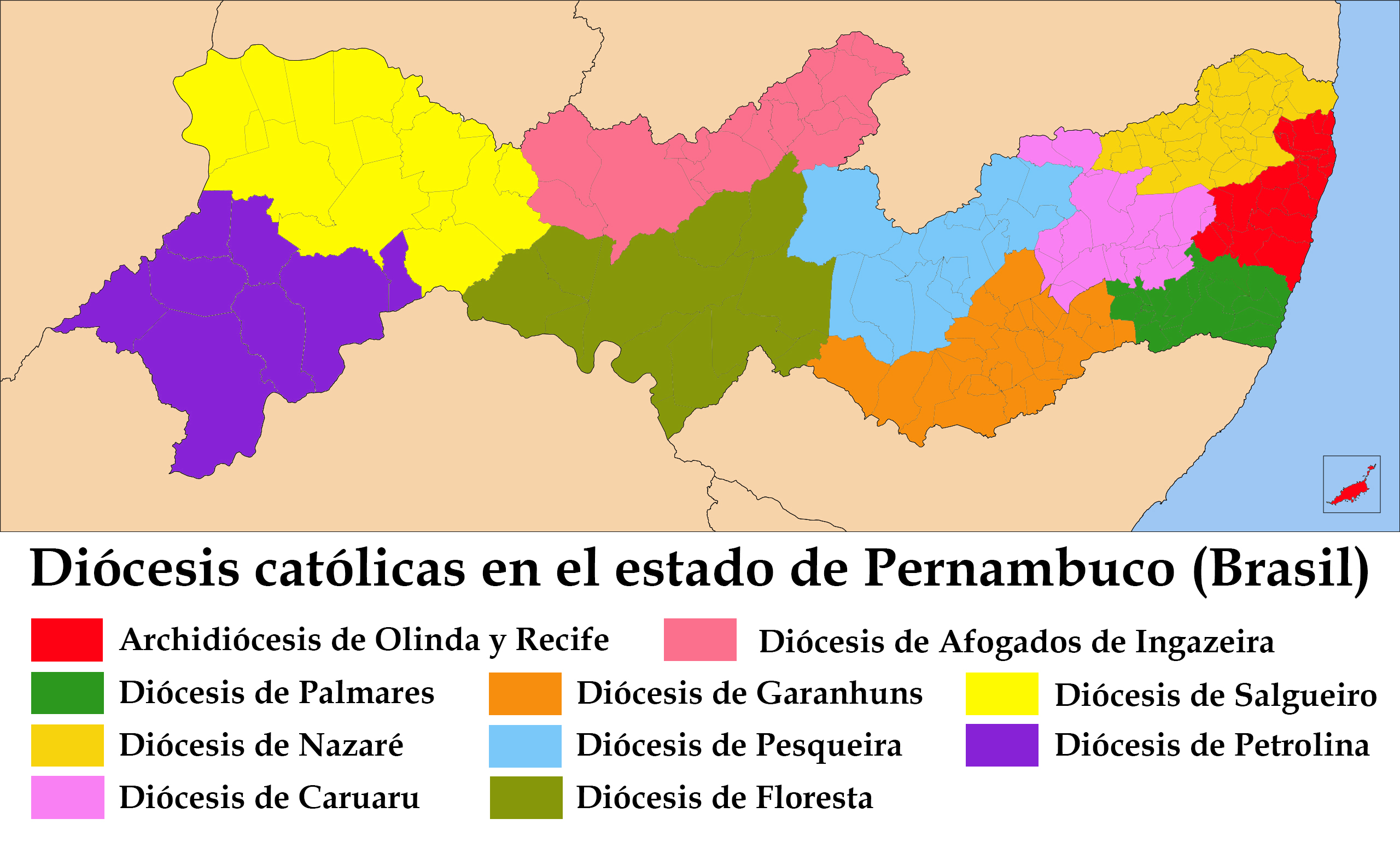
Diócesis católicas del estado de Pernambuco (Brasil)

## Historia
El 12 de agosto de 1611 el papa Paulo V con el breve In supereminenti militantis erigió el vicariato o administración espiritual de Pernambuco y concedió a Felipe II de Portugal y a sus sucesores en el trono portugués para nombrar, sin necesidad del consentimiento de la Santa Sede, un presbítero, siempre que fuese licenciado en teología o derecho canónico, al oficio de vicario o administrador espiritual con jurisdicción cuasi episcopal, sustrayendo en territorio de la Capitanía de Pernambuco de la jurisdicción ordinaria del obispo de San Salvador de Bahía. El 5 de julio de 1614 con el breve In supereminenti militantis del mismo papa Paulo V, se concedió jurisdicción al mismo vicario sobre las capitanías de Paraíba, Itamaracá, Río Grande y Maranhão, también sustraídas a la jurisdicción del obispo de San Salvador de Bahía.
El rey de Portugal nombró para este cargo al sacerdote Antônio Teixeira Cabral el 19 de febrero de 1616, quien renunció en 1622 por graves conflictos de jurisdicción con el obispo de San Salvador de Bahía.
El 6 de julio de 1624 el papa Urbano VIII con el breve Romanus Pontifex revocó los breves de Paulo V y restableció la jurisdicción del obispo de San Salvador de Bahía sobre las cuatro capitanías que se habían erigido en un vicariato.
El 16 de noviembre de 1676 el papa Inocencio XI con la bula Ad sacram Beati Petri sedem erigió la diócesis de Olinda, obteniendo el territorio de la diócesis de San Salvador de Bahía, la cual fue simultáneamente elevada al rango de arquidiócesis metropolitana.
En la segunda mitad del siglo XIX la diócesis de Olinda cedió partes de su territorio para la erección de nuevas diócesis: las diócesis de Diamantina (mediante la bula Gravissimum sollicitudinis) y la diócesis de Ceará el 6 de junio de 1854 (mediante la bula Pro animarum salute) ambas del papa Pío IX; la diócesis de Paraíba el 27 de abril de 1892 mediante la bula Ad universas orbis del papa León XIII; y la diócesis de Alagoas el 2 de julio de 1900 con el decreto Postremis hisce temporibus de la Congregación Consistorial.
El 5 de diciembre de 1910 cedió otra porción de territorio para la erección de la diócesis de Floresta (hoy diócesis de Pesqueira) y al mismo tiempo fue elevada al rango de arquidiócesis metropolitana. El 2 de agosto de 1918, otras 6 parroquias fueron cedidas a la diócesis de Pesqueira.
El 26 de julio de 1918, en virtud de la bula Cum urbs Recife del papa Benedicto XV se estableció en Recife la residencia del arzobispo, como estaba establecida desde hacía algún tiempo. La iglesia de San Pedro de los Clérigos de Recife fue elevada a concatedral y la arquidiócesis tomó su nombre actual. Se ha conservado un único cabildo catedralicio que tiene potestad de intervenir tanto en la catedral como en la concatedral.
Posteriormente, volvió a ceder porciones de territorio para la erección de nuevas diócesis: las diócesis de Garanhuns y Nazaré el 2 de agosto de 1918 mediante la bula Archidioecesis Olindensis et Recifensis del papa Benedicto XV; la diócesis de Caruaru el 7 de agosto de 1948 con la bula Quae maiori christifidelium del papa Pío XII; y la diócesis de Palmares el 3 de enero de 1962 mediante la bula Peramplas Ecclesias del papa Juan XXIII.

## Estadísticas
De acuerdo al Anuario Pontificio 2020 la arquidiócesis tenía a fines de 2019 un total de 3 963 150 fieles bautizados.
| Año                                                                             | Población            | Población | Población      | Sacerdotes | Sacerdotes    | Sacerdotes    | Bautizados por sacerdote | Diáconos permanentes | Religiosos | Religiosos | Parroquias |
| Año                                                                             | Bautizados católicos | Total     | % de católicos | Total      | Clero secular | Clero regular | Bautizados por sacerdote | Diáconos permanentes | Varones    | Mujeres    | Parroquias |
| ------------------------------------------------------------------------------- | -------------------- | --------- | -------------- | ---------- | ------------- | ------------- | ------------------------ | -------------------- | ---------- | ---------- | ---------- |
| 1949                                                                            | 973 842              | 990 000   | 98.4           | 216        | 74            | 142           | 4508                     |                      | 270        | 882        | 47         |
| 1965                                                                            | 1 320 000            | ?         | ?              | 302        | 106           | 196           | 4370                     |                      | 320        | 850        | 68         |
| 1968                                                                            | ?                    | 1 760 796 | ?              | 298        | 113           | 185           | ?                        |                      | 332        | 930        | 66         |
| 1976                                                                            | 2 123 160            | 2 374 929 | 89.4           | 230        | 86            | 144           | 9231                     |                      | 236        | 848        | 71         |
| 1980                                                                            | 2 330 000            | 2 600 000 | 89.6           | 218        | 81            | 137           | 10 688                   |                      | 263        | 1.013      | 72         |
| 1990                                                                            | 2 994 000            | 3 341 635 | 89.6           | 218        | 75            | 143           | 13 733                   |                      | 275        | 995        | 82         |
| 1999                                                                            | 3 119 000            | 3 350 000 | 93.1           | 194        | 71            | 123           | 16 077                   |                      | 234        | 550        | 94         |
| 2000                                                                            | 3 083 000            | 3 311 290 | 93.1           | 215        | 86            | 129           | 14 339                   | 2                    | 288        | 499        | 96         |
| 2000                                                                            | ?                    | 3 311 290 | ?              | 225        | 90            | 135           | ?                        | 2                    | 293        | 640        | 97         |
| 2002                                                                            | 3 127 000            | 3 358 000 | 93.1           | 228        | 88            | 140           | 13 714                   |                      | 243        | 552        | 97         |
| 2003                                                                            | 3 127 000            | 3 311 290 | 94.4           | 230        | 89            | 141           | 13 595                   | 1                    | 239        | 418        | 99         |
| 2004                                                                            | 3 371 975            | 3 570 703 | 94.4           | 230        | 89            | 141           | 14 660                   | 8                    | 237        | 331        | 99         |
| 2013                                                                            | 3 777 000            | 3 996 000 | 94.5           | 275        | 124           | 151           | 13 734                   | 23                   | 251        | 965        | 109        |
| 2016                                                                            | 3 868 000            | 4 092 000 | 94.5           | 252        | 92            | 160           | 15 349                   | 49                   | 284        | 936        | 123        |
| 2019                                                                            | 3 963 150            | 4 191 900 | 94.5           | 291        | 142           | 149           | 13 619                   | 45                   | 234        | 950        | 137        |
| Fuente: Catholic-Hierarchy, que a su vez toma los datos del Anuario Pontificio. |                      |           |                |            |               |               |                          |                      |            |            |            |

## Episcopologio
- Estêvão Brioso de Figueiredo † (16 de noviembre de 1676-27 de septiembre de 1683 nombrado obispo de Funchal)
- João Duarte do Sacramento † (10 de septiembre de 1685-10 de enero de 1686 falleció)
- Matias de Figueiredo e Mello † (12 de mayo de 1687-17 de julio de 1694 falleció)
- Francisco de Lima (Lemos), O.Carm. † (22 de agosto de 1695-29 de abril de 1704 falleció)
  - Sede vacante (1704-1706)
- Manoel Alvares da Costa † (7 de junio de 1706-20 de enero de 1721 nombrado obispo de Angra)
  - Sede vacante (1721-1725)
- José Fialho, O.Cist. † (21 de febrero de 1725-3 de septiembre de 1738 nombrado arzobispo de San Salvador de Bahía)
- Luís de Santa Teresa da Cruz Salgado de Castilho, O.C.D. † (3 de septiembre de 1738-17 de noviembre de 1757 falleció)
- Francisco Xavier Aranha † (17 de noviembre de 1757 por sucesión-5 de octubre de 1771 falleció)
- Francisco da Assunção e Brito, O.S.A. † (8 de marzo de 1773-20 de diciembre de 1773 nombrado arzobispo de Goa)
- Tomás da Encarnação da Costa e Lima, C.R.S.A. † (18 de abril de 1774-14 de enero de 1784 falleció)
- Diego de Jesus Jardim, O.S.H. † (14 de febrero de 1785-21 de febrero de 1794 nombrado obispo de Elvas)
- José Joaquim da Cunha Azeredo Coutinho † (12 de septiembre de 1794-6 de octubre de 1806 nombrado obispo de Elvas)
- José Maria de Araújo, O.S.H. † (6 de octubre de 1806-21 de septiembre de 1809 falleció)
  - Sede vacante (1809-1815)
- Antônio de São José Bastos, O.S.B. † (15 de marzo de 1815-19 de julio de 1819 falleció)
- Gregório José Viegas, T.O.R. † (8 de enero de 1821-1822 renunció) 
  - Sede vacante (1822-1828)
- Tomás Manoel de Noronha e Brito, O.P. † (23 de junio de 1828-30 de junio de 1830 renunció)
- João da Purificação Marques Perdigão, O.S.A. † (28 de febrero de 1831-30 de abril de 1864 falleció)
- Manuel do Rego Medeiros † (25 de septiembre de 1865-16 de septiembre de 1866 falleció)
- Francisco Cardoso Aires † (20 de diciembre de 1867-14 de mayo de 1870 falleció)
- Vital Maria Gonçalves de Oliveira, O.F.M.Cap. † (22 de diciembre de 1871-4 de julio de 1878 falleció)
  - Sede vacante (1878-1881)
- José Pereira da Silva Barros † (13 de mayo de 1881-12 de mayo de 1891 nombrado obispo de Río de Janeiro)
- João Fernando Santiago Esberard (Esberrard) † (12 de mayo de 1891 por sucesión-12 de septiembre de 1893 nombrado obispo de Río de Janeiro)
- Manuel dos Santos Pereira † (12 de septiembre de 1893-25 de abril de 1900 falleció)
- Luís Raimundo da Silva Brito † (23 de febrero de 1901-9 de diciembre de 1915 falleció)
- Sebastião Leme da Silveira Cintra † (29 de abril de 1916-15 de marzo de 1921 nombrado arzobispo coadjutor de Río de Janeiro[14])
- Miguel de Lima Valverde † (10 de febrero de 1922-7 de mayo de 1951 falleció)
- Antônio de Almeida Moraes Junior † (17 de noviembre de 1951-23 de abril de 1960 nombrado arzobispo de Niterói)
- Carlos Gouvêa Coelho † (23 de abril de 1960-7 de marzo de 1964 falleció)
- Hélder Pessoa Câmara † (12 de marzo de 1964-2 de abril de 1985 retirado)
- José Cardoso Sobrinho, O.Carm. (2 de abril de 1985-1 de julio de 2009 retirado)
- Antônio Fernando Saburido, O.S.B., desde el 1 de julio de 2009